# Mortoniella roldani
Mortoniella roldani is een schietmot uit de familie Glossosomatidae. De soort komt voor in het Neotropisch gebied.